# Arbatel

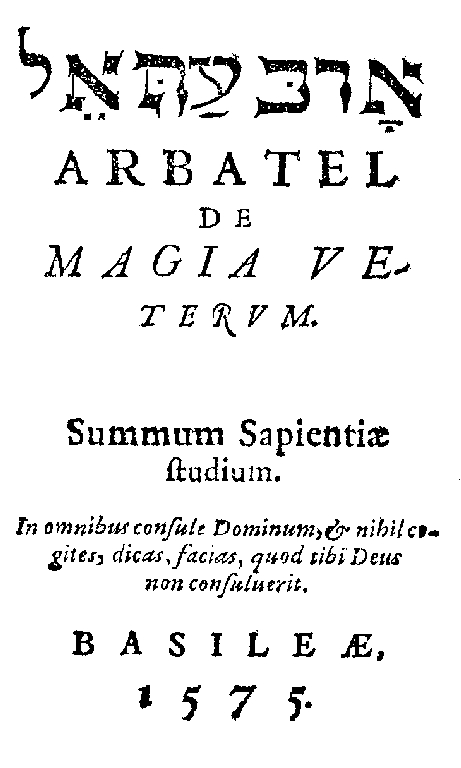
Buchtitel Arbatel aus dem Jahr 1575

Arbatel de Magia Veterum ist der Name eines Zauberbuches, das um die Jahre 1550 bis 1560 entstanden sein soll. Der Verfasser dieses Buches ist unbekannt. Ursprünglich soll dieses Buch aus neun Teilen bestanden haben, wovon jedoch nur der erste Teil vorhanden und bekannt ist. Im Jahr 1565 wurde es erstmals unter dem Titel „Arbatel de magia seu pneumatica veterum“ gedruckt und herausgegeben im sogenannten vierten Band der Schriften des Agrippa von Nettesheim. Einer Sammlung von Schriften, die nicht von Agrippa selbst stammen, sondern die vom damaligen Verleger entweder aus wirtschaftlichen Gründen mit Agrippas Namen in Druck gegeben wurden oder tatsächlich aus dem bibliothekarischen Nachlass Agrippas waren (dann muss das Buch vor dem Jahr 1535 entstanden sein). 
Eine Ausgabe aus dem Jahr 1575 in Basel trug den Titel „Arbatel de magia veterum. Summum sapientiae studium“. Im Jahr 1655 wurde das Werk von Robert Turner ins Englische übersetzt. 
Der Buchhändler und Verleger Andreas Luppius gab im Jahr 1686 einen weiteren Druck des Buches heraus. Luppius’ Ausgabe enthält eine Reihe von Neuerungen. Dieser erste bekannte Teil des Arbatel besteht aus 49 Aphorismen und ist bzw. soll eine Einleitung in die Magie sein. Des Weiteren geht es um die Beschwörung und den Glauben an die sogenannten sieben Planetengeister. Jedem dieser Geister ist ein Name und spezielle Eigenschaften zugeordnet, was noch aus dem damaligen mittelalterlichen Aberglauben zu verstehen ist.